# محوطه شیخ شرف
محوطه شیخ شرف مربوط به سدهٔ ۶ تا ۸ ه.ق است و در شهرستان خوی، بخش مرکزی، دهستان رهال، روستای خاندیزج واقع شده و این اثر در تاریخ ۷ اسفند ۱۳۸۵ با شمارهٔ ثبت ۱۷۶۶۹ به‌عنوان یکی از آثار ملی ایران به ثبت رسیده است.